# Южен океан
Южният океан, също наричан Южен полярен океан или Южен ледовит океан, както и Антарктически океан, е океан, ограждащ от север континента Антарктида и достигащ на север до 60° южна ширина.
Това е 4-тият по големина океан – по малък от Тихия, Атлантическия и Индийския, но по-голям от Северния ледовит океан. В него студените води, оттичащи се на север от Антарктида, се смесват с по-топлите субантарктични води.
Южният океан присъства в официалните дефиниции на Световната хидрографска асоциация (СХО) от тяхното създаване през 1928 година.

## География
Южният океан включва водите около Антарктида (циркулиращите около Антарктида) и части от протока Дрейк. Още към него се причисляват част от море Скотия, море Уедъл, море крал Хокон VII, море Космонавти, море Съдружество, море Дейвис, море Д'Юрвил, море Рос, море Амундсен и море Белингсхаузен (изброени и подредени в посока на часовниковата стрелка).
Южният океан няма точно определена северна граница, тя е доста подвижна и се слива с Атлантическия, Индийския и Тихия океан. Това поставя проблем за географите и учените океанолози, които трябва да обмислят отделянето на Южния океан като самостоятелен океан с обособена северна граница.
В геоложко отношение Южният океан е най-младият от океаните, образуван, когато Антарктида и Южна Америка се отделят една от друга и се осъществява връзката между Атлантика и Тихия океан чрез отваряне на протока Дрейк преди около 30 милиона години. Разделянето на континентите позволява формирането на циркулиращ поток от морска вода (течение) край бреговете на Антарктида.

### Граници
По време на дискусиите за утвърждаване на такъв воден басейн около южния материк – Антарктида, не се стига до категорично определяне на северната граница на океана. Половината от 28-те държави членки на СХО (от общо 68), отговорили на запитването на организацията при проучването от 2000 г., гласуват за северна граница при 60 градуса ю.ш., а останалите 14 държави гласуват за 55 градуса ю.ш.
Съществуват обаче някои възвишения на океанското дъно, като например Южният Антилски хребет, които очертават известно разграничаване между атлантическия и тихоокеанския сектор. Само че тази естествена граница не съвпада с официалното разделение на атлантически и тихоокеански сектор.

### Климат
Морски течения в хоризонтална посока по повърхността на Южния океан се движат околополюсно или успоредно на така наречената антарктическа конвергенция, а ветровете, които ги причиняват, са главно в посока от запад на изток. Течението в океана развива скорост около един километър в час. В близост до крайбрежието на антарктическия континент преобладават по-слаби околополюсни, повърхностни течения от изток на запад, които са предизвикани основно от източното морско течение. В морето на Уедъл теченията се отклоняват от брега на издаващия се силно на север Антарктически полуостров и завиват на север, а в южния край на Южния Антилски хребет се обръщат в източна посока. Между източното морско течение и антарктическата конвергенция протичат предимно бавни и доста студени повърхностни течения в посока юг към север и от югозапад на североизток.
Теченията във вертикална посока са студените придънни течения и минават от юг на север. Между придънната и повърхностната зона (200 и 3000 метра дълбочина) е разположен по-топъл слой, който преминава от север на юг. Този слой околополюсна вода от дълбоките слоеве носи в Антарктика топла, минерализирана вода от субтропиците. Течението от топли дълбоководни пластове се заражда още в северната част на Атлантическия океан, а само една малка част се появява в Индийския океан.
Tемпературата на водата е от -2 до +10 °C, а солеността – 34,72‰. Повърхностните водни пластове между антарктическата дивергенция и континенталното крайбрежие в началото на зимата увеличават солеността си, стават по-студени и поради това стават по-плътни, което води до потъването им на дъното. Като антарктически придънни води те заминават в северна посока чак до северното полукълбо. Интересно е, че в зависимост от сезоните, съдържанието на сол във водите на океана е 30,5 – 34,5‰ или средно 33,9‰. Поради топящия се сладководен лед и по-обилните валежи солеността през лятото е най-ниска. Средната соленост на субантарктическите повърхностни води е 34,3‰. Южно от Австралия и Нова Зеландия съдържанието на сол надвишава дори 34,7‰.

### Пристанища и бази
В Южния океан по брега на Антарктида са изградени няколко пристанища и бази с цел улесняване на връзката между Антарктида и останалия свят.
Някои от станциите и базите са създадени с научна цел, а други са станции, използвани от военните през годините, като най-активно през Студената и Втората световна война.
Пристанища и бази:
- НС Ротера
- Станция Абоа
- Станция Палмър
- Вила лас Естрела
- Станция Маусън
- Станция МакМърдо
- Станция Малдонадо
- Пристанище Есперанса
- Станция Майтри
- Станция Вернадски
- Станция Артегас

България също разполага с научноизследователска база на ледения континент на име Свети Климент Охридски. Тя е разположена на източния бряг на Южния залив върху остров Ливингстън, част от антарктическия архипелаг Южни Шетландски острови.
На остров Ливингстън са разположени още испанската база Хуан Карлос I и българският Лагер Академия.

## Природно богатство

### Флора и фауна
В Южния океан живеят множество видове риба, безгръбначни и ракообразни. По островите и айсбергите могат да се видят тюлени и пингвини, като пингвините са 17 вида. Растителността по морското дъно е оскъдна, предимно от тънколистни водорасли и морски лишеи.

### Полезни изкопаеми
На дъното на Южния океан в неговия шелф се намират огромни залежи на природен газ, нефт и желязо-манганова руда със състав – Mn (22,3 – 23,5%), Fe (4,5 – 5,6%), Co (0,19 – 0,22%), Ni (1,24 – 1,54%), Cu (1 – 1,17%), Zn (0,113 – 0,117%). На дъното има още и залежи на кварцов пясък, а в ледниците има огромно количество чиста, годна за пиене вода.